# US Clay Court Championships 1986
Lo US Clay Court Championships 1986 è stato un torneo di tennis giocato sulla terra verde. È stata la 34ª edizione del torneo, che fa parte del Virginia Slims World Championship Series 1986. Si è giocato ad Indianapolis negli USA dal 28 aprile al 4 maggio 1986.

## Campionesse

### Singolare
Steffi Graf ha battuto in finale  Gabriela Sabatini con il punteggio di 2–6, 7–6, 6–4

### Doppio
Steffi Graf /  Gabriela Sabatini hanno battuto in finale  Gigi Fernández /  Robin White con il punteggio di 6–2, 6–0